# 弗朗索瓦·阿赫托戈
弗朗索瓦·阿赫托戈（法語：François Hartog，1946年—）是一位法国历史学家，任职于社会科学高等学院（EHESS），主要作品有《历史性的体制——当下主义与时间经验》（Regimes of Hisoticity: Presentism and Experiences of Time）、《希罗多德的镜子》（Le Miroire d'Hérodote）、《出发去希腊》（Partir pour la Grèce）、《灯塔工的值班室》（La chambre de veille）等。